# Scellus monstrosus
Scellus monstrosus is een vliegensoort uit de familie van de slankpootvliegen (Dolichopodidae). De wetenschappelijke naam van de soort is voor het eerst geldig gepubliceerd in 1877 door Osten Sacken.